# Contraposição Aérea Ofensiva
Contraposição Aérea Ofensiva (em inglês Offensive counter air, OCA)  é o termo militar para a supressão do poder aéreo  militar do inimigo, principalmente mediante ataques do solo contra suas bases aéreas, desativação ou destruição de aeronaves estacionadas, pistas de aeroportos, combustíveis,  hangares, instalações  de controle de tráfego aéreo e  infraestrutura de aviação.
As operações ar-ar realizadas por aviões de caça, visando limpar um espaço aéreo de caças inimigos, conhecidos como combater o patrulhamento aéreo, também pode ser ofensivo contra-ar missões, mas eles são vistos como relativamente lentos e caros na forma de atingir o objetivo final — de — ar de superioridade. Terra de munições, tais como bombas tem geralmente menor custo do que a mais sofisticada ar-para-ar munições, e uma massa simples de munições, capaz de destruir ou desativar várias aeronaves em um tempo muito curto, considerando que a aeronave voando normalmente, tem de ser abatida uma de cada vez. Aviões inimigos voando também representam uma ameaça iminente, como geralmente, eles podem atirar de volta, portanto, destruindo-os antes que possam atirar.
O termo oposto é contra-aéreo defensivo, referindo-se principalmente à proteção do território, homens e/ou material contra a incursão de aeronaves inimigas, geralmente com uma combinação de mísseis terra-ar baseados em terra e artilharia antiaérea, mas também por defesa patrulha aérea de combate.

## História
Ofensiva contra-ataques aéreos têm sido usados desde a I Guerra Mundial. O Teishin Shudan e Giretsu Kuteitai realizadas duas OCAs, ataques na guerra do Pacífico contra B29s. Em uma medida, o single mais bem-sucedido OCA, missão até à data, foi de Operação de Foco, o Israelense ofensivo que abriu a Guerra dos Seis Dias de 1967, quando a Heyl Ha'avir destruíram uma grande parte da força aérea do Egito, Síria e Jordânia, principalmente no terreno, totalizando cerca de 600 células destruídas por uma força de 200 aeronaves. No entanto, em grande número de aviões destruídos, na abertura de duas semanas da Operação Barbarossa, mostra 3-4.000 aviões russos destruídos no total. Outros ataques bem-sucedidos inclui NOS contra-ar de operações na Coreia em 1950 e 1953, o francês, o britânico ataque durante a Crise do Suez, e muitos outros. Contudo, há também fracassos notáveis como Operação Chengiz Khan iniciada pelo Paquistão durante o Indo-paquistanesa da Guerra de 1971, e ataques do Iraque à irã.
Embora OCA missões são realizadas por ataques aéreos, eles não estão limitados a antena de ação. O Teishin Shudan e Giretsu Kuteitai commandos realizaram dois notáveis ataques OCA durante a Segunda Guerra Mundial, como realizaram os britânicos Long Range Desert Group. O Vietcong, com êxito, destruído um número de aeronaves americanas com argamassa de fogo durante a Guerra do Vietnã e, mais recentemente, um Talibã raide no Afeganistão destruiu oito AV-8B Harriers.
A Força Aérea sueca desenvolvido e utilizado o Bas 60 e Bas 90 base aérea de sistemas como uma medida defensiva contra a ofensiva do contador de operações aéreas durante a Guerra Fria.

### Armas usadas
Durante a década de 1950, a estratégia da Guerra Fria, tanto a OTAN e o Pacto de Varsóvia chamado para a OCA ser realizado com armas nucleares tácticas, mas por meados da década de 1960, novas políticas de “resposta proporcional” trouxe sobre um retorno ao convencional tática. Início pouco antes da Guerra dos Seis Dias, especializado armas foram desenvolvidos para interromper pistas, como o BLU-107 Durandal anti-pista bomba. Diversos, tais armas continuam a ser utilizados, nomeadamente a Caça JP233 de munição usado pela RAF Panavia Tornado avião durante a Guerra do Golfo em 1991.